# João Cunha
João Orlando Duarte da Cunha (Ribeirão Preto, 30 de agosto de 1939 — Ribeirão Preto, 14 de novembro de 2020) foi um político brasileiro. Filho de Orlando Ferreira da Cunha e Maria Antonieta Duarte da Cunha, foi vereador na sua cidade natal, deputado estadual e deputado federal. Exerceu o mandato de deputado federal constituinte em 1988 e foi quem proferiu o voto decisivo para a sacramentar eleição de Tancredo Neves como o primeiro Presidente da República após a redemocratização do Brasil.

## Biografia
Iniciou na vida pública, elegendo-se Vereador em Ribeirão Preto, por dois mandatos de 1969 a 1973 e de 1973 a 1975 ambos pelo Movimento Democrático Brasileiro (MDB), partido de oposição à Aliança Renovadora Nacional (ARENA), que era historicamente ligado ao regime militar. Foi candidato a Deputado Estadual por São Paulo (1970), também pelo MDB, obtendo apenas uma suplência.
Também foi eleito deputado Federal por quatro mandatos consecutivos (de 1975 a 1991), sempre pelo partido MDB (PMDB a partir de 1983), tendo tomado parte da Assembleia Nacional Constituinte de 1988. No período como parlamentar, se destacou como membro de uma das alas que mais se opunha ao regime militar. Foi um ferrenho opositor ao AI-5 e denunciou publicamente o assassinato do jornalista Vladimir Herzog. Ao fim do regime militar, atribuiu João Figueiredo como o líder de uma facção criminosa que se mantivera no poder por mais de 20 anos.
Na Câmara dos Deputados participou de diversas comissões:
- Constituição e Justiça: Membro, 1981-1987;
- Economia, Indústria e Comércio: Suplente, 1982;
- Finanças: Vice-Presidente, 1977 e Membro, 1977, 1978-1980;
- Relações Exteriores: Membro, 1975 e Vice-Presidente, 1976 e Suplente, 1979-1987;
- Trabalho e Legislação Social: Suplente, 1979.

Como Deputado membro da Constituinte em 1987 integrou, como titular, a Comissão da Ordem Social, a Comissão da Ordem Econômica, a Subcomissão dos Direitos dos Trabalhadores e Servidores Públicos e a Subcomissão de Princípios Gerais, Intervenção do Estado, Regime da Propriedade do Solo e da Propriedade Econômica. Foi relator da CPI sobre a Petrobrás, Light e o Sistema Energético Brasileiro (1979) e Membro da CPI sobre a corrupção na administração direta e indireta (1980).
Nas eleições indiretas para Presidente da República, em 15 de janeiro de 1985, deu o decisivo voto de número 344 que elegeu Tancredo Neves, como primeiro Presidente da República após o período da ditadura militar. Ao proclamar o voto, cerca das 11:30 h, disse a frase que se tornou célebre: “Tenho a honra de dizer que o meu voto enterra a ditadura funesta que infelicitou a minha Pátria”, causando comoção generalizada entre os presentes e por todo o país.
Ao fim dos anos 1980, também foi membro do Partido Democrático Trabalhista (PDT) e, mais tarde, do Partido da Mobilização Nacional (PMN), por onde tentou, sem sucesso, uma vaga no Senado Federal em 1990, quando ficou em 5º e antepenúltimo lugar, com cerca de 141,5 mil votos (ou 1,19% dos votos válidos). Sua última incursão na vida política foi uma tentativa de eleição à Câmara dos Deputados em 1998, dessa vez pelo Partido Trabalhista Brasileiro (PTB), na qual não obteve êxito.

## Morte
Morreu em Ribeirão Preto, no dia 14 de novembro de 2020, aos 81 anos. Cunha estava internado no hospital vinculado à Unimed na cidade desde o dia 12. A família optou por não divulgar a causa de sua morte.